# Campionati del mondo di atletica leggera 2019 - 10000 metri piani maschili
La gara dei 10000 metri piani maschili dei Campionati del mondo di atletica leggera 2017 si è svolta il 6 ottobre.

## Podio
| Pos.    | Atleta           | Nazionalità | Tempo    |
| ------- | ---------------- | ----------- | -------- |
| Oro     | Joshua Cheptegei | Uganda      | 26'48"36 |
| Argento | Yomif Kejelcha   | Etiopia     | 26'49"34 |
| Bronzo  | Rhonex Kipruto   | Kenya       | 26'50"32 |

## Situazione pre-gara

### Record
Prima di questa competizione, il record del mondo (RM) e il record dei campionati (RC) erano i seguenti.
| Record                | Prestazione | Atleta                  | Data                             | Competizione            |
| --------------------- | ----------- | ----------------------- | -------------------------------- | ----------------------- |
| Record mondiale       | 26'17"53    | Kenenisa Bekele Etiopia | 26 agosto 2005 Bruxelles, Belgio | Memorial Van Damme 2005 |
| Record dei campionati | 26'43"31    | Kenenisa Bekele Etiopia | 17 agosto 2009 Berlino, Germania | Mondiali 2009           |

### Campioni in carica
I campioni in carica, a livello mondiale e olimpico, erano:
| Campione | Atleta                    | Prestazione | Data                                   | Competizione   |
| -------- | ------------------------- | ----------- | -------------------------------------- | -------------- |
| Olimpico | Mohamed Farah Regno Unito | 27'05"17    | 13 agosto 2016 Rio de Janeiro, Brasile | Olimpiadi 2016 |
| Mondiale | Mohamed Farah Regno Unito | 26'49"51    | 4 agosto 2017 Londra, Regno Unito      | Mondiali 2017  |

### La stagione
Prima di questa gara, gli atleti con le migliori tre prestazioni dell'anno erano:
| Pos. | Atleta                  | Prestazione | Data                                |
| ---- | ----------------------- | ----------- | ----------------------------------- |
| 1    | Hagos Gebrhiwet Etiopia | 26'48"95    | 17 luglio 2019 Hengelo, Paesi Bassi |
| 2    | Selemon Barega Etiopia  | 26'49"49    | 17 luglio 2019 Hengelo, Paesi Bassi |
| 3    | Yomif Kejelcha Etiopia  | 26'49"99    | 17 luglio 2019 Hengelo, Paesi Bassi |

## Classifica
| Pos.                 | Atleta                 | Nazionalità | Tempo    | Note                                     |
| -------------------- | ---------------------- | ----------- | -------- | ---------------------------------------- |
| Oro                  | Joshua Cheptegei       | Uganda      | 26'48"36 | Miglior prestazione mondiale stagionale  |
| Argento              | Yomif Kejelcha         | Etiopia     | 26'49"34 | Miglior prestazione personale            |
| Bronzo               | Rhonex Kipruto         | Kenya       | 26'50"32 |                                          |
| 4                    | Rodgers Kwemoi         | Kenya       | 26'55"36 | Miglior prestazione personale            |
| 5                    | Andamlak Belihu        | Etiopia     | 26'56"71 |                                          |
| 6                    | Mohammed Ahmed         | Canada      | 26'59"35 | Record nazionale                         |
| 7                    | Lopez Lomong           | Stati Uniti | 27'04"72 | Miglior prestazione personale            |
| 8                    | Yemaneberhan Crippa    | Italia      | 27'10"76 | Record nazionale                         |
| 9                    | Hagos Gebrhiwet        | Etiopia     | 27'11"37 |                                          |
| 10                   | Shadrack Kipchirchir   | Stati Uniti | 27'24"74 | Miglior prestazione personale stagionale |
| 11                   | Alex Korio             | Kenya       | 27'28"74 | Miglior prestazione personale            |
| 12                   | Sondre Nordstad Moen   | Norvegia    | 28'02"18 |                                          |
| 13                   | Leonard Korir          | Stati Uniti | 28'05"73 |                                          |
| 14                   | Soufiane Bouchikhi     | Belgio      | 28'15"43 |                                          |
| 15                   | Aron Kifle             | Eritrea     | 28'16"74 |                                          |
| 16                   | Rodrigue Kwizera       | Burundi     | 28'21"92 | Miglior prestazione personale            |
| 17                   | Abdallah Kibet Mande   | Uganda      | 28'31"49 |                                          |
| 18                   | Onesphore Nzikwinkunda | Burundi     | 29'11"50 |                                          |
|                      | Hassan Chani           | Bahrein     | dnf      | dnf                                      |
| Thierry Ndikumwenayo | Burundi                |             | dnf      | dnf                                      |
| Julien Wanders       | Svizzera               |             | dnf      | dnf                                      |